# Artiom Minouline
Artiom Rafikovitch Minouline - en russe : Артем Рафикович Минулин et en anglais : Artyom Minulin - (né le 1er octobre 1998 à Tioumen en Russie) est un joueur professionnel russe de hockey sur glace. Il évolue au poste de défenseur.

## Biographie

### Carrière en club
Formé au Gazovik Tioumen, il rejoint les équipes de jeunes du Metallourg Magnitogorsk. Il débute dans la MHL avec les Stalnye Lissy en 2015. Il est choisi au premier tour, en vingt-neuvième position lors de la sélection européenne 2015 de la Ligue canadienne de hockey par les Broncos de Swift Current. Il part alors en Amérique du Nord et évolue dans la Ligue de hockey de l'Ouest. Les Broncos remportent la Coupe Ed Chynoweth 2018. Il passe professionnel dans la KHL avec le Metallourg Magnitogorsk en 2019. Il remporte la Coupe Gagarine 2024 avec Magnitogorsk.

### Carrière internationale
Il représente la Russie au niveau international. Il prend part aux sélections jeunes.

## Statistiques

### En club
| Saison    | Équipe                   | Ligue |                   | Saison régulière  | Saison régulière  | Saison régulière  | Saison régulière  | Saison régulière |   | Séries éliminatoires | Séries éliminatoires | Séries éliminatoires | Séries éliminatoires | Séries éliminatoires |
| Saison    | Équipe                   | Ligue | PJ                | B                 | A                 | Pts               | Pun               | PJ               | B | A                    | Pts                  | Pun                  |                      |                      |
| 2014-2015 | Stalnye Lissy            | MHL   | 2                 | 0                 | 0                 | 0                 | 0                 | -                | - | -                    | -                    | -                    |                      |                      |
| 2015-2016 | Broncos de Swift Current | LHOu  | 72                | 5                 | 28                | 33                | 18                | -                | - | -                    | -                    | -                    |                      |                      |
| 2016-2017 | Broncos de Swift Current | LHOu  | 70                | 8                 | 42                | 50                | 21                | 14               | 2 | 5                    | 7                    | 8                    |                      |                      |
| 2017-2018 | Broncos de Swift Current | LHOu  | 64                | 13                | 30                | 43                | 26                | 20               | 1 | 7                    | 8                    | 4                    |                      |                      |
| 2018-2019 | Silvertips d'Everett     | LHOu  | 51                | 1                 | 17                | 18                | 26                | 10               | 0 | 4                    | 4                    | 0                    |                      |                      |
| 2019-2020 | Metallourg Magnitogorsk  | KHL   | 21                | 0                 | 0                 | 0                 | 4                 | 5                | 1 | 2                    | 3                    | 0                    |                      |                      |
| 2019-2020 | Zaouralye Kourgan        | VHL   | 13                | 1                 | 3                 | 4                 | 2                 | -                | - | -                    | -                    | -                    |                      |                      |
| 2020-2021 | Metallourg Magnitogorsk  | KHL   | 53                | 0                 | 4                 | 4                 | 41                | 12               | 0 | 1                    | 1                    | 8                    |                      |                      |
| 2021-2022 | Metallourg Magnitogorsk  | KHL   | 46                | 3                 | 10                | 13                | 34                | 16               | 0 | 3                    | 3                    | 2                    |                      |                      |
| 2022-2023 | Metallourg Magnitogorsk  | KHL   | 45                | 1                 | 5                 | 6                 | 12                | 11               | 1 | 1                    | 2                    | 4                    |                      |                      |
| 2023-2024 | Metallourg Magnitogorsk  | KHL   | 51                | 3                 | 6                 | 9                 | 12                | 21               | 1 | 3                    | 4                    | 8                    |                      |                      |
| 2024-2025 | Metallourg Magnitogorsk  | KHL   | Saison en cours ? | Saison en cours ? | Saison en cours ? | Saison en cours ? | Saison en cours ? |                  |   |                      |                      |                      |                      |                      |

### En équipe nationale
| Année | Compétition                 |   | PJ | B | A | Pts | Pun | +/-               |  | Résultat |
| 2018  | Championnat du monde junior | 5 | 0  | 0 | 0 | 4   | 0   | Cinquième place   |  |          |
| 2022  | Jeux olympiques             | 0 | 0  | 0 | 0 | 0   | 0   | Médaille d'argent |  |          |